# Ben Sliney
Ben Sliney est un formateur et un directeur des opérations de la Federal Aviation Administration (FAA) aux États-Unis. Il commence sa carrière à ce poste le 11 septembre 2001, c'est lui qui donne l'ordre à tous les appareils de rester au sol en réponse aux attaques terroristes .

## Activités le 11 septembre 2001
Après que deux avions ont percuté les tours jumelles du World Trade Center, un autre le Pentagone et qu'un quatrième s'est écrasé  dans un champ  et qui avait pour cible soit la Maison-Blanche et ou le Capitole des États-Unis en Pennsylvanie, Sliney donne l'ordre à tous les appareils survolant les États-Unis d'atterrir (SCATANA), fermant ainsi l'espace aérien américain. On compte alors près de 4 200 avions en vol. Cette décision sans précédent a été considérée comme importante et décisive par la Commission 9/11. Bien qu'il ait pris cette décision de sa propre initiative, Sinley a eu le soutien d'un personnel expérimenté, des contrôleurs de la circulation aérienne et les gestionnaires de la circulation.
Bien que ce fût son premier jour à ce poste, Sliney avait 25 ans d'ancienneté dans le domaine du trafic aérien et de la gestion auprès de la FAA. Il a occupé divers postes comme contrôleur de la circulation aérienne, superviseur de premier niveau dans plusieurs grandes installations, et directeur de l'exploitation et de la gestion du trafic agent à New York TRACON. Il a également occupé des postes de Gestion du trafic spécialiste national de Gestionnaire des opérations, des opérations tactiques de directeur du Contrôle de la circulation aérienne système de centre de commande (ATCSCC) et avait du bureau régional de l'expérience en tant que gestionnaire, espace aérien et procédures de la branche, Région de l'est[pas clair].[réf. nécessaire]
Après avoir quitté la FAA, Sinley poursuit sa carrière dans le droit.

## Représentation dans les films et à la télévision
Sliney a eu un rôle de consultant pour le tournage du film de 2006 Vol 93, dans lequel il apparaît dans le rôle qui fut le sien le 11 septembre.
Il a également eu un petit rôle dans Green Zone, un film de Paul Greengrass sorti en 2010.